# Carex aueri
Carex aueri är en halvgräsart som beskrevs av Aimo Aarno Antero Kalela. Carex aueri ingår i släktet starrar, och familjen halvgräs. Inga underarter finns listade i Catalogue of Life.